# Prodigal (álbum)
Prodigal é o álbum de estreia da banda de rock cristão Prodigal, lançado em 1982.
A capa do álbum é uma paródia da obra "Relativity" (1953) do artista gráfico Maurits Cornelis Escher, mas com imagens inspiradas por cada um dos títulos de música, fato este que gerou certa polêmica entre os críticos cristãos mais conservadores da época.
A produção do disco também teve a participação especial do veterano cantor Turley Richards no backing vocal.

## Faixas

### Lado A
1. "Invisible Man" - 4:10
2. "Easy Street" - 4:08
3. "Fire with Fire" - 4:15
4. "Sleepwalker" - 2:53
5. "Want You Back Again" - 3:50

### Lado B
1. "Prodigal" - 1:10
2. "I Don't Know Who You Are" - 2:35
3. "Need Somebody to Love" - 4:02
4. "Busy Man" - 3:40
5. "Hard Bargain" - 4:00
6. "Prodigal (Part Two)" - 0:46
7. "Sidewinder" - 6:34

## Créditos
- Teclados, Vocais: Loyd Boldman
- Bateria, Percussão, Vocais: Dave Workman
- Guitarras, Vocais: Rick Fields
- Contra Baixo: Mike Wilson
- Guitarra acústica: John Blake
- Guitarras adicionais: Jon Goin
- Programação/Sintetizadores: Jim Hettinger
- Teclados adicionais: Shane Keister
- Bateria adicional: David Kemper
- Percussão: Farrell Morris
- Sax Soprano: David Philbrick
- Backing vocal adicional: Turley Richards
- Jack Williams: Bass guitar
- Produtor: Jon Phelps
- Engenheiros de Gravação: Gary Platt e Greg McNeily